# Berceau du chat
Pour un article plus général, voir jeu de ficelle.
Le berceau du chat est un de jeu de ficelle qui se joue à deux personnes (ou plus) afin de créer des figures. Le nom du jeu, ses spécificités ainsi que le nom et l'ordre des figures peuvent varier. On a retrouvé des variantes de ce jeu dans toutes les cultures du monde, des pôles à l'équateur.

## Jeu

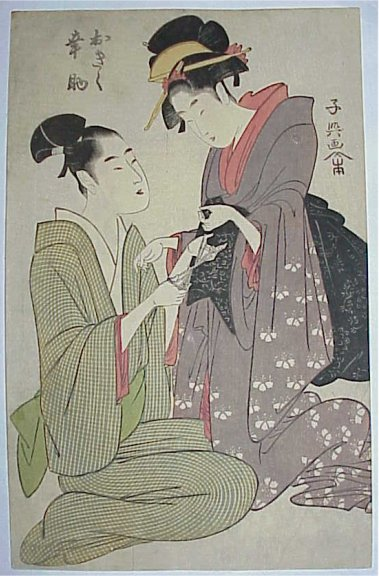
Les amoureux, Okiku and Yosuke, jouent au berceau du chat, par Eishōsai Chōki en 1804

Dans ce jeu, deux joueurs (ou plus) créent à tour de rôle des figures avec la ficelle, chacun modifiant la figure faite par le joueur précédent. Le jeu commence avec un des joueurs créant la figure de départ du même nom. Après chaque figure, le joueur suivant manipule la figure et récupère la ficelle des mains du joueur précédent en un mouvement formant une nouvelle figure, par exemple le diamant. Le diamant peut donner ensuite la bougie, et ainsi de suite. La plupart des configurations permet de choisir entre plusieurs figures. Le jeu se termine quand un des joueurs fait une erreur ou bien crée une figure en impasse, comme les deux couronnes, qui ne peut donner aucune nouvelle figure.
Le jeu peut aussi se jouer seul, comme cela se fait au Japon ou à Hawaï.

## Histoire

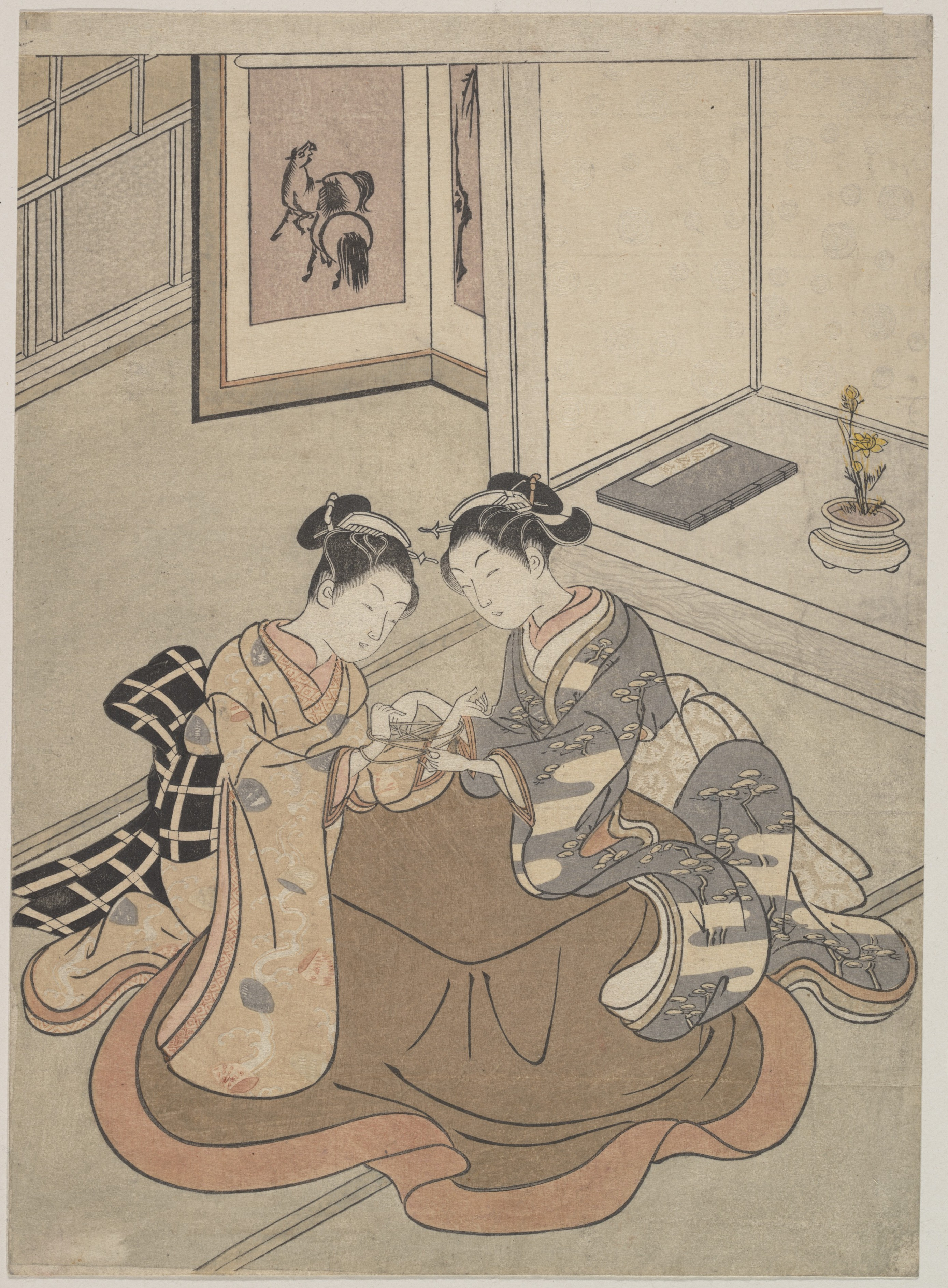
« Deux jeunes femmes assises sur un kotatsu jouant au berceau du chat », Suzuki Harunobu, ca. 1765

L’origine du nom « berceau du chat », en anglais cat's cradle, peut venir d'une déformation de cratch-cradle ou  berceau-mangeoire , (bien que cela soit mis en doute par le Oxford English Dictionary). Dans un dessin du magazine Punch de 1858, le jeu est nommé  scratch cradle, une dénomination reprise par le dictionnaire de Brewer de 1898. Le nom Cat's cradle étant souvent utilisé pour désigner le jeu et les figures de façon générale, Jayne précise Real Cat's-Cradle pour désigner une version spécifique du jeu.
Différentes cultures ont différents noms pour ce jeu ainsi que pour les figures. Le lien entre les deux mots, cratches et cradle, vient peut-être de la crèche de la nativité de Jésus, où une mangeoire est utilisée comme berceau,. En Russie, le jeu est simplement désigné comme jeu de ficelle, et la figure du diamant est appelé le tapis — on ne retrouve pas la mention d'un chat. Le jeu vient peut-être à l'origine de Chine ou de Corée. En Chine, le jeu se nomme kang sok (en français : bonne corde), ou catch cradle. Dans certaines régions des États-Unis, le jeu est connu sous le nom de Jack in the Pulpit.